# Lagunen-Herzmuschel
Die Lagunen-Herzmuschel (Cerastoderma glaucum) ist eine Muschel-Art aus der Familie der Herzmuscheln (Cardiidae) (Ordnung Cardiida). Sie kommt auch in Nord- und Ostsee vor.

## Merkmale
Das gleichklappige, mäßig aufgeblähte Gehäuse ist gerundet-subquadratisch und wird bis 4,5 cm (Willmann: 5 cm) lang. Es ist etwas länger als hoch und nur leicht ungleichseitig, die sehr kräftig ausgeprägten Wirbel liegen etwas vor der Mitte der Gehäuselänge. Der hintere Rand ist etwas verlängert. Im Querschnitt läuft die Ventralseite scharf aus. Der Gehäuserand ist schwach gekerbt. Die äußeren Rippen sind auch innen sichtbar. Das Ligament liegt außen, die Area ist eingesenkt. Das Schloss der rechten Klappe besitzt zwei Hauptzähne und paarige vordere und hintere Seitenzähne. Die linke Klappe weist zwei Hauptzähne und je einen einzelnen vorderen und hinteren Seitenzahn auf. Die Mantellinie ist vollständig und nicht eingebuchtet. Die zwei Schließmuskel sind rundlich und etwa gleich groß. 
Die Schale dünn und spröde. Sie ist außen gelblich bis grünlich-braun, gelegentlich mit intensiv braunen Stellen am Hinterende. Die Ornamentierung besteht aus 22 bis 28 radialen Rippen. In den meisten Populationen liegt die Rippenzahl durchschnittlich zwischen 22 und 24 Rippen. Die Rippen sind im vorderen und mittleren Teil des Gehäuses im Profil gerundet, im hinteren Teil eher gewinkelt, und am Hinterende verlieren sie sich immer mehr. Die Rippenzwischenräume sind etwa so breit wie die Rippen. Die Rippen auf dem vorderen und mittleren Gehäuseteil zeigen leistenartige Querwülste, die sich mit dem Alter abschwächen, oder am Hinterende auch verschwinden können. Das Periostracum ist grünbraun.

Cerastoderma glaucum

Rechte und linke Klappe des gleichen Tieres:

Rechte Klappe
Linke Klappe

Cerastoderma glaucum lamarcki

Rechte und linke Klappe des gleichen Tieres:

Rechte Klappe
Linke Klappe

## Geographische Verbreitung und Lebensraum
Das Verbreitungsgebiet erstreckt sich im Ostatlantik von Norwegen bis zur Iberischen Halbinsel und ins Mittelmeer. Sie kommt auch in der Nordsee und in weiten Teilen der Ostsee vor. Sie lebt in mehr brackischen Lebensräumen auf sandigen und schlammigen Böden. 

## Lebensweise
Die Lagunen-Herzmuschel ist getrenntgeschlechtlich. Die Geschlechtsprodukte werden ins freie Wasser abgegeben, wo auch die Befruchtung erfolgt. Die Larven schlüpfen nach etwa 72 Stunden bereits mit einem D-förmigen Larvalgehäuse mit einer Länge von 110 µm. In Laboruntersuchungen wurde die höchste Schlüpf- und Überlebensrate bei Salzgehalten zwischen 25 und 30 ‰ beobachtet. Sie erträgt noch einen Salzgehalt von nur 4 ‰. Die Art ist auch frostresistenter als die Gemeine Herzmuschel (Cerastoderma edule). 

## Taxonomie
Das Taxon wurde 1789 von Jean Louis Marie Poiret in der ursprünglichen Kombination Cardium glaucum aufgestellt. Es existieren über 30 Synonyme, hauptsächlich Namen von Varietäten. Das Taxon erscheint in der Literatur auch häufig mit dem (falschen) Autor Jean-Guillaume Bruguière.

## Belege

### Online
- Marine Bivalve Shells of the British Isles: Cerastoderma glaucum (Bruguière, 1789) (Website des National Museum Wales, Department of Natural Sciences, Cardiff) (abgerufen am 19. Mai 2017).
- Marine Species Identification Portal: Cerastoderma glaucum (Bruguière, 1789) (abgerufen am 19. Mai 2017).
- Cerastoderma glaucum (Bruguière, 1789) Conchological Society of Great Britain and Ireland (abgerufen am 19. Mai 2017).